# Gamma Ursae Minoris
Gamma Ursae Minoris (Pherkad, Pherkad Major, 13 Ursae Minoris) é uma estrela na direção da constelação de Ursa Minor. Possui uma ascensão reta de 15h 20m 43.75s e uma declinação de +71° 50′ 02.3″. Sua magnitude aparente é igual a 3.00. Considerando sua distância de 480 anos-luz em relação à Terra, sua magnitude absoluta é igual a −2.84. Pertence à classe espectral A3II-III. É uma estrela variável δ Scuti.